# Francis Cubbon
Le Capitaine  Francis Richard Cubbon  était un observateur aérien et un As de l'aviation britannique lors de la Première Guerre mondiale. En coopération avec son pilote, il est crédité de 21 victoires aériennes.

## Jeunesse
Francis Richard Cubbon est le fils du capitaine Richard Cubbon, qui servit comme officier d'approvisionnement et de transport au sein de l'Armée des Indes britanniques
 Sa mère était originaire de Quetta au Pakistan. Cubbon est né à Londres , mais passa la plus grande partie de son enfance à Poona en Inde. Le nom Cubbon est d'origine mannoise.

## Service au sein de l'Armée des Indes
Cubbon suivit sa scolarité au sein des Alleyne et Dulwich College avant d'être diplômé par la Royal Military Academy de Sandhurst. Incorporé au sein de l'Armée des Indes le 6 septembre 1911, où il fut assigné au Yorks and Lancashire Regiment basé à  Karachi. Le 1er décembre 1912, il fut transféré en tant que second lieutenant au  2nd Punjab Regiment chargé de la frontière Nord-Ouest de l'Inde. Il fut promu capitaine de son unité le 6 septembre 1915. En novembre de la même année, blessé sur le Front de l'ouest en Europe, il fut rapatrié en Angleterre.

## Service au sein duRoyal Flying Corps
Comme beaucoup de soldats d'infanterie blessés durant la Première Guerre mondiale, Cubbon se porta volontaire pour incorporer l'aviation. Sa demande fut acceptée le 25 mars 1917 pour qu'il intègre le  Royal Flying Corps au poste d'observateur. Durant le mois d'avril, il fut assigné au No. 20 Squadron en tant qu'observateur sur Royal Aircraft Factory F.E.2. L'As américain Frederick Libby (en) décrit ce poste dangereux en ces termes :

« À partir du moment où vous étiez debout pour tirer, tout votre corps à partir des genoux était exposé aux éléments. Seul votre emprise sur votre arme et les rebords de la nacelle vous sépare de l'Eternité. À l'avant de cette nacelle se trouvait un tube creux en acier avec un support pivotant sur lequel la mitrailleuse était fixée. Cela permettait de couvrir un vaste champs de tir vers l'avant de l'appareil. Entre l'observateur et le pilote, une seconde mitrailleuse était installée permettant de tirer par-dessus l'aile supérieure du F.E.2d pour protéger l'appareil des attaques venant de derrière. Pour viser et tirer, il fallait se positionner debout sur le rebord de la nacelle. Vous n'aviez rien à craindre mise à part être poussé en dehors de la nacelle par le souffle d'air ou être éjecté à la suite d'une fausse manœuvre du pilote. Il n'y avait ni ceinture ni parachute. Pas étonnant qu'ils avaient toujours besoin d'observateurs..., »

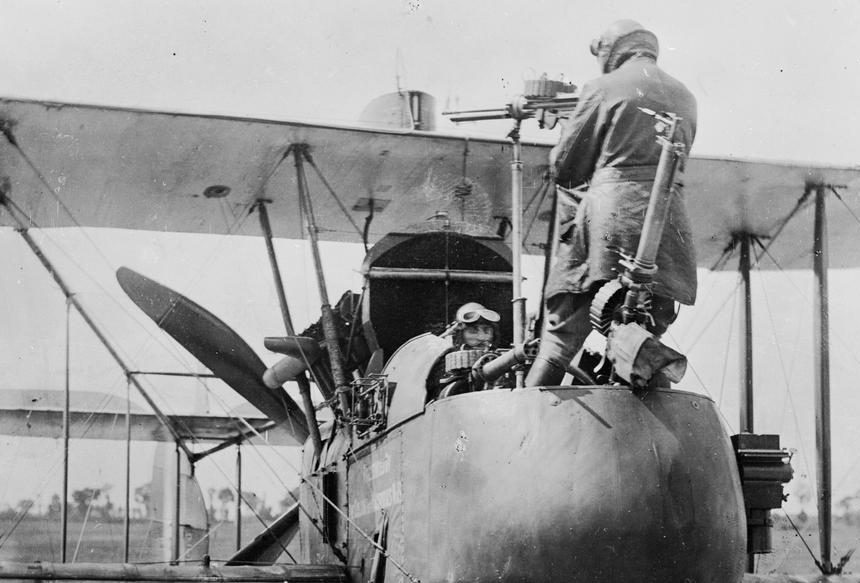
Un observateur de F.E.2d fait une démonstration de maniement de la mitrailleuse arrière.

Le capitaine Cubbon fut crédité de 2 victoires le 24 avril 1917 à bord du F.E.2 N° A66392 piloté par le lieutenant R.E.Johnson. Il vola par la suite avec le Capitaine Frederick Thayre (en) avec qui, il obtint 19 victoires supplémentaires en 6 semaines .
17 des appareils ennemis abattus étaient des chasseurs monoplaces Albatros D.III. Avec la mort au combat du Capitaine Albert Ball le 7 mai, Cubbon monta au rang de second As du RFC.

### Victoires
| N° | Date          | Heure | Localisation            | Opposant                             | Unité              | Appareil       | Commentaires                    |
| -- | ------------- | ----- | ----------------------- | ------------------------------------ | ------------------ | -------------- | ------------------------------- |
| 1  | 24 avril 1917 | 07:20 | Ouest de Ledegem        | Albatros D.III (détruit)             | No.20 Squadron RCF | F.E.2d (A6392) | Pilote : Lt R.E. Johnson        |
| 2  | 24 avril 1917 | 07:20 | Ouest de Ledegem        | Albatros D.III (hors de contrôle)    | No.20 Squadron RCF | F.E.2d (A6392) | Pilote : Lt R.E. Johnson        |
| 3  | 29 avril 1917 | 17:05 | Est de Menin            | Albatros D.III (détruit, en flammes) | No.20 Squadron RCF | F.E.2d (A6430) | Pilote : Capt. Frederick Thayre |
| 4  | 29 avril 1917 | 17:10 | Est de Zillebeke        | Albatros D.III (détruit, en flammes) | No.20 Squadron RCF | F.E.2d (A6430) | Pilote : Capt. Frederick Thayre |
| 5  | 1er mai 1917  | 11:20 | Bois de Ploegsteert     | Albatros C.I (Détruit, en flammes)   | No.20 Squadron RCF | F.E.2d (A6430) | Pilote : Capt. Frederick Thayre |
| 6  | 3 mai 1917    | 17:20 | Moorslede               | Albatros D.III (Détruit)             | No.20 Squadron RCF | F.E.2d (A6430) | Pilote : Capt. Frederick Thayre |
| 7  | 3 mai 1917    | 17:25 | Westroosebeke           | Albatros D.III (Détruit)             | No.20 Squadron RCF | F.E.2d (A6430) | Pilote : Capt. Frederick Thayre |
| 8  | 5 mai 1917    | 17:00 | Poelcappelle            | Albatros D.III (Détruit, en flammes) | No.20 Squadron RCF | F.E.2d (A6430) | Pilote : Capt. Frederick Thayre |
| 9  | 5 mai 1917    | 17:20 | Houthem                 | Albatros D.III (Détruit, en flammes) | No.20 Squadron RCF | F.E.2d (A6430) | Pilote : Capt. Frederick Thayre |
| 10 | 5 mai 1917    | 17:30 | Houthem                 | Albatros D.III (Détruit)             | No.20 Squadron RCF | F.E.2d (A6430) | Pilote : Capt. Frederick Thayre |
| 11 | 12 mai 1917   | 08:10 | Tournai                 | Albatros D.III (Hors de contrôle)    | No.20 Squadron RCF | F.E.2d (A6430) | Pilote : Capt. Frederick Thayre |
| 12 | 13 mai 1917   | 10:45 | Geluveld                | Albatros D.III (détruit)             | No.20 Squadron RCF | F.E.2d (A6430) | Pilote : Capt. Frederick Thayre |
| 13 | 13 mai 1917   | 10:45 | Geluveld                | Albatros D.III (détruit)             | No.20 Squadron RCF | F.E.2d (A6430) | Pilote : Capt. Frederick Thayre |
| 14 | 23 mai 1917   | 15:10 | Zandvoorde              | Albatros D.III (détruit)             | No.20 Squadron RCF | F.E.2d (A6430) | Pilote : Capt. Frederick Thayre |
| 15 | 23 mai 1917   | 15:15 | Nord-Est de Ploegsteert | Albatros D.III (Hors de contrôle)    | No.20 Squadron RCF | F.E.2d (A6430) | Pilote : Capt. Frederick Thayre |
| 16 | 25 mai 1917   | 07:30 | Rekkem                  | Albatros D.III (détruit)             | No.20 Squadron RCF | F.E.2d (A6430) | Pilote : Capt. Frederick Thayre |
| 17 | 25 mai 1917   | 09:00 | Wervicq                 | Albatros D.III (Détruit, en flammes) | No.20 Squadron RCF | F.E.2d (A6430) | Pilote : Capt. Frederick Thayre |
| 18 | 27 mai 1917   | 07:30 | Ypres                   | Albatros C.I (Détruit)               | No.20 Squadron RCF | F.E.2d (A6430) | Pilote : Capt. Frederick Thayre |
| 19 | 27 mai 1917   | 07:35 | Ypres                   | Albatros D.III (Détruit)             | No.20 Squadron RCF | F.E.2d (A6430) | Pilote : Capt. Frederick Thayre |
| 20 | 5 juin 1917   | 17:00 | Houthem                 | Albatros D.III (Détruit)             | No.20 Squadron RCF | F.E.2d (A6430) | Pilote : Capt. Frederick Thayre |
| 21 | 7 juin 1917   | 08:10 | Warneton                | Albatros D.III (Détruit)             | No.20 Squadron RCF | F.E.2d (A6430) | Pilote : Capt. Frederick Thayre |

### Dernière mission
Le 9 juin 1917, 2 jours après leur dernière victoire, les capitaines Cubbon et Thayre prirent en chasse un Albatros de reconnaissance pour finalement l'abattre au-dessus de Warneton. Leur F.E.2d est alors touché par un tir direct provenant de la batterie anti-aérienne prussienne K 60 positionnée près du village. Un communiqué allemand envoyé aux autorités britanniques confirma leurs disparations mais sans indiquer le lieu d'inhumation.

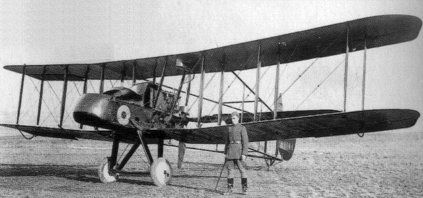
RAF F.E.2

## Distinctions
Francis Cubbon recevra 2 fois la Military Cross, la première le 11 mai 1917 et la deuxième (Barre argentée) le 16 mai,.

« Citation pour la Military Cross :
Pour sa bravoure et son sens du devoir. Le capitaine Francis Richard Cubbon  prouva  courage et sa détermination à maintes reprises,  lorsqu'en qualité d'observateur, il montra son adresse au tir et son sang-froid face à un ennemi supérieur en nombre. »

« Citation pour la Military Cross and bar :
Pour sa bravoure et son sens du devoir. Alors qu'il agissait en qualité d'observateur lors d'une patrouille offensive, le Capitaine Francis Richard Cubbon a su, par son habilité et son courage, faire face à un ennemi supérieur en nombre. Tout au long  de l'action, il a ainsi soutenu son pilote par une remarquable  démonstration de tir. »

## Sources et références
1. ↑  (en) The London Gazette, marié à Ethel May Locke,deux enfants : John Cubbon, William Henry Cubbon, qui sera plus tard juge à la Cour suprême de justice d'Australie no 28201, p. 9191 marié à Ethel May Locke,deux enfants : John Cubbon, William Henry Cubbon, qui sera plus tard juge à la Cour suprême de justice d'Australie, 30.
2. 1 2 3  Above the War Fronts, p. 12
3. 1 2  (en) Pusher Aces of World War 1, p. 78
4. 1 2 3  (en) Aeronautics, Volume 14, p. 288
5. ↑  (en) The London Gazette, no 28528, p. 6553, 30. Consulté le 30 August 2009.
6. ↑  (en) The London Gazette, no 28708, p. 2536, 30. Consulté le 30 August 2009.
7. ↑  (en) The London Gazette, no 30084, p. 4945, 30. Consulté le 30 aout 2009.
8. ↑  Guttman 2009, pp. 37–38.
9. ↑  "F.E.2" theaerodrome.com. Consulté le 30 août 2009.
10. ↑  (en) The Making of Billy Bishop : the First World War Exploits of Billy Bishop, VC, 99–100 p.
11. ↑  (en) Above the Trenches, p. 360
12. ↑  (en) Pusher Aces of World War 1, p. 82
13. ↑  Pusher Aces of World War I, p. 82.
14. 1 2 3  (en) The London Gazette, (Supplement) no 30188, p. 7217-7225, 18 juillet 1917. Consulté le 10 August 2010.